# Ерс Мор
Ерс Мор (фр. Hers-Mort) је река у Француској. Дуга је 90 km. Улива се у Гарону. 